# 埃内斯特·内格尔
埃内斯特·安热利·塞拉芬·内格尔（法語：Ernest Angély Séraphin Nègre，法語發音：[ɛʁnɛst ɑ̃ʒeli seʁafɛ̃ nɛɡʁ]，1907年10月11日—2000年4月15日），法国测绘学家，地名学家，奥克语地名专家。